# 上海市世外中学
上海市世外中学（简称：世外中学、世外；英文全称：Shanghai World Foreign Language Academy；英文缩写：WFLA；曾用名：上海市世界外国语中学），是一所位于中國上海市徐汇区、创办于1996年的民办中学，于2005年加入均瑶集团。
世外中学分为初中与高中两个学段。初中段分为普通班、双语班、融合班三部分，融合班提供国际文凭中学课程（IB-MYP）。高中段分为国际文凭大学预科课程（IB-DP）与A-Level课程两部分。
世外中学是首批上海市双语教学实验学校，首批徐汇区素质教育实验校，上海市行为规范示范校与上海市文明单位。

## 历史
世外中学于1996年建校，2001年与英国Arden School签订了第一所姐妹校协议，2005年与上海市世界外国语小学一同加入均瑶集团。
2004年，世外中学开始提供国际文凭中学课程（IB-MYP），并于2006年获得正式授权。2008年，世外中学开始提供国际文凭大学预科课程（IB-DP），并于2009年获得正式授权。2013年，世外中学对国际文凭课程进行本土化实施，称作国际融合课程（International Integrated Curriculum (IIC)），因此中学课程与大学预科课程也被称为IIC-MYP与IIC-DP。IIC-MYP让学生在完成九年级课程时能达到国内九年级学生的毕业水平，IIC-DP结合了高学术、国际化的IB-DP课程与高中会考所要求的国内课程。
2019年，世外中学启动A-Level课程，于2020年起授课，于2021年起对外招生。
世外中学在2005年成为首批获得「上海市中小学双语教学实验学校」称号的七所初中和九年一贯制学校之一，在2006年成为首批获得「徐汇区素质教育实验校」称号的学校之一，在2013年获得「上海市中小学（含中职学校）行为规范示范校」与「2011-2012年度上海市文明单位」称号。
因中共中央办公厅、国务院办公厅印发的《关于规范民办义务教育发展的意见》中「民办义务教育学校名称要符合法律法规及相关政策规定，不得冠以“中国”、“中华”、“全国”、“国际”、“世界”、“全球”等字样」的要求，世外中学于2022年将其原校名上海市世界外国语中学更改为上海市世外中学。

## 教学
世外中学教师中有全国万人计划名师、上海市四有好教师、长三角班主任带头人、上海市高峰计划、攻关计划主持人、徐汇区拔尖人才、骨干教师等近三十人，与上海市十佳班主任和特级教师。

### 初中

#### 普通班
普通班遵循国家新课程标准，实施上海市义务制教育所要求的基础课程，学生在四年的学习后会参加上海中考。
普通班曾分为平行班、培优班、与棋牌班。棋牌班自2012年起由上海棋院、徐汇区体育局、徐汇区教育局与世外中学联合举办，经选拔后录取的学生在每周30课时文化课教学的基础上，保证每周15小时以上专职棋牌教练的系统棋牌（桥牌、围棋、国际象棋、国际跳棋）训练，采用小班化教学。棋牌班在各棋牌比赛中取得佳绩。但近年招生简章中均承诺：「学校实施均衡分班，不开设重点班、快慢班、特色班、实验班。」
在外语学科方面，学校采用自编的英语教学大纲，采用小班化教学。学校同时开设德语、法语、日语、西班牙语等第二外语课程供学生选择。在信息科技教学方面，学校制订校本教学大纲和编写校本教材。世外中学曾引进原版英语教材，但近年招生简章中均承诺：「义务制教育阶段不引进境外课程，不使用境外教材。」
世外中学多年来中考成绩在徐汇区排名第二，在上海市稳居前十，因此常被称为上海「四大名初中」之一。

#### 双语班
双语班同样以上海中考为目标，与普通班使用相同的中考科目教材、享有相同的师资并适用相同的考核标准。双语班的规模较小，每班人数约为普通班（除棋牌班）的一半。
双语班在遵循国家新课程标准之上，在科学、地理等学科中，曾实施外教单独授课或中外教合作授课，并使用原版教材或是校本自编教材，但近年招生简章中均承诺：「义务制教育阶段不引进境外课程，不使用境外教材。」

#### 融合班/IB-MYP
IB-MYP课程分为8个学科组，世外中学提供的课程如下：
1. 语言习得（Language acquisition）：英语
2. 语言与文学（Language and literature）：中文
3. 个人与社会（Individuals and societies）：地理、历史
4. 科学（Sciences）：物理、化学、生物
5. 数学（Mathematics）：数学
6. 艺术（Arts）：美术、音乐、乐器、戏剧
7. 体育与健康教育（Physical and health education）：体育
8. 设计（Design）：计算机、设计技术

学校还提供第二外语课（日语、德语、法语、西班牙语）、学习方法（ATL）与礼仪等学科。此外，学生需要完成一个个人项目（Personal Project）。

### 高中

#### IB-DP
IB-DP分为全文凭班与美国融合课程班，其中全文凭班分为精品班与平行班。IB-DP课程分为6个学科组，全文凭班学生需要在各组中选修一门，共6门课，其中至少3门为高水平（HL）；美国融合课程班仅需选择4门课，其中第1、2、5学科组中的3门课为必选。每一门课的分数为7分，共42分。
世外中学提供的课程如下：
1. 语言文学研究（Studies in language and literature）
  - 语言A：文学（标准水平、高水平）（Language A: literature (SL/HL)）

  - 中文（Chinese）

  - 语言A：语言与文学（标准水平）（Language A: language and literature (SL)）

  - 中文（Chinese）
  - 英语（English），选择此课的学生必须同时在本学科组选择一门中文（Chinese）课程[25]
2. 语言习得（Language acquisition）
  - 语言B（标准水平、高水平）（Language B (SL/HL)），在第1学科组中选择两门课程的学生可不选择本组课程

  - 英语（English）

  - 初学语言（标准水平）（Language ab initio (SL)），未选修第6学科组课程的学生可选修

  - 日语（Japanese）
  - 法语（French）
  - 德语（German）
  - 西班牙语（Spanish)
3. 个人与社会（Individuals and societies）
  - 经济（标准水平、高水平）（Economics (SL/HL)）
  - 历史（标准水平、高水平）（History (SL/HL)）
  - 商务（标准水平）（Business Management (SL)）
4. 科学（Sciences），未选修第6学科组课程的学生可选修两门
  - 物理（Physics）
  - 生物（Biology）
  - 化学（Chemistry）
5. 数学（Mathematics）
  - 数学：分析与方法（Mathematics: analysis and approaches）
  - 数学：应用与解释（Mathematics: applications and interpretation）
6. 艺术（The arts），未选修本学科组课程的学生可在第2学科组初学语言（标准水平）（Language ab initio (SL)）或第4学科组中额外选修一门
  - 视觉艺术（Visual arts）
  - 音乐（Music）

2013年起，世外中学在IB-DP课程中加入了第7学科组，中国人文课程，帮助夯实国际课程学生的中国文化积淀，并通过高中会考。
1. 中国人文课程

除此6个学科组之外，学生还需完成一组核心科目：知识论（Theory of knowledge）、创意行动服务（Creativity, activity, service）以及拓展论文（Extended essay），共3分。
除第1、2学科组中其他语言用对应语言教授，与知识论（Theory of knowledge）用汉语教授外，所有其他课业全部用英语教授。
学校亦提供SAT、托福与雅思课程，帮助学生备考标准化考试。
世外中学的学生在总分45的最终成绩中，2015届学生平均分达到38.9分，2016届学生平均分达到38.4分，2017届学生平均分达到38.6分，2018届学生平均分达到38.0分，2019届学生平均分达到38.6分，2020届学生平均分达到40.6分，持续六年高于全球平均分8-10分。80%的学生获得了等同于美国综合大学排名前30的大学录取通知，100%的学生获得了等同于美国综合大学排名前60的大学录取通知。

#### Brandon Hall School文凭
自2012年起，学生可以选择参与美国Brandon Hall School的高中课程，获得IB与美国高中的双文凭。学生们会在两个暑假共四周时间前往Brandon Hall School，共完成6门课的学业，并参与社区服务。
Brandon Hall School提供的课程如下：
- 美国文学（American Literature）
- 世界文学（World Literature）
- 学术写作（Academic Writing）
- 美国历史（US History）
- 美国政治（US Government）
- SAT、托福备考（SAT/TOEFL Preparation）

#### A-Level
世外中学于2019年启动A-Level课程，各学科组经会议决定将十多年来开设IB-DP课程的经验辐射到A-Level课程中来。A-Level课程于2020年起授课，于2021年起对外招生。

## 校区

### 目前校区
| 校区   | 地址          | 面积    | 用途                     | 使用时间      | 备注                             |
| ------ | ------------- | ------- | ------------------------ | ------------- | -------------------------------- |
| 本部   | 虹漕南路602号 | 19877㎡ | 初中学段普通班、双语班   | 2009年9月至今 | 在北部校区使用期间，亦被称为南部 |
| 国际部 | 百花街400号   | 9212㎡  | 初中学段融合班、高中学段 | 2011年9月至今 | 原为樱花中学                     |

#### 本部
A区：教室、办公室、图书馆

B区：教室、办公室、实验室、校长室、会议室、舞蹈室、音乐教室、广播室、阶梯教室

C区：教室、室内体育馆、食堂

交通： █ 1号线锦江乐园站

#### 国际部
A区：教室、办公室、实验室、升学指导办公室

B区：阶梯教室、舞蹈室、心理咨询室

C区：教室、食堂、图书馆

交通： █ 1号线锦江乐园站

### 过去校区
| 校区 | 地址         | 使用时间             | 备注                                                                                            |
| ---- | ------------ | -------------------- | ----------------------------------------------------------------------------------------------- |
| 北部 | 百花街2号    | 2009年9月至2011年6月 | 2009年以前为杜鹃园小学 2011年9月至2013年6月为紫竹园中学初中部 2013年9月至今为康健外国语实验小学 |
| 东部 | 浦北路380号  | 至2009年6月          | 现为上海市世界外国语小学东校区                                                                  |
| 西部 | 桂林西街57号 | 至2009年6月          | 现为上海师范大学第一附属小学西校区                                                              |

## 姐妹校
作为一所国际化学校，世外中学广泛开展国际和地区间教育交流活动。自2001年与英国Arden School签订了第一所姐妹校协议以来，已与国内、英国、美国、加拿大、澳大利亚、法国、德国、荷兰、韩国等不同国家和地区的学校结成姐妹学校，并举办互访活动。
世外中学的姐妹校包括：

### 境内
- 中国四川省成都市郫都区实验学校[39]

### 港澳台
- 香港管理專業協會李國寶中學[40]
- 臺灣臺北市私立恕德家事商業職業學校[41]（已停招，学生由臺北市私立強恕高級中學接收）

### 海外
- 美国Harker School（英语：Harker School）[42]

- 美国Crystal Springs Uplands School[43]

- 美国Brandon Hall School[44]

- 加拿大Magee Secondary School[34]

- 英国Arden School（英语：Arden School）[9]

- Wesley College（英语：Wesley College (Victoria)）[45]

- St Paul's School（英语：St Paul's Anglican School, Bald Hills）[46]

- 法國Jean Moulin[47]

- 德国Feudenheim Gymnasium[48]

- 荷蘭Wolfert Tweetalig[49]

- 泳熏国际中学[50]

等等。

## 海外校友会
上海世外中学国际校友会成立于2015年9月，由世外中学毕业校友联合创办。校友会旨在连接全球各地的世外校友，搭建校友与母校、校友与校友之间的沟通与合作平台，为校友提供交流、咨询和支持服务。校友会倡导并继承世外“大气、优雅、爱心”的校风，尤其注重丰富海外校友的业余生活，增强校友凝聚力。
校友会在上海、香港、纽约、洛杉矶、多伦多、伦敦、旧金山、芝加哥等地设有分会。各分会每年在所在城市举办聚会和交流活动，自2016年以来，校友会已在纽约、伦敦、多伦多、洛杉矶、香港等地举办16余场海内外校友聚会。此外，校友会定期组织大学升学分享会、校园参观和职业发展论坛等活动，为在校学生和校友提供升学和职业经验交流的机会。
校友会通过官方网站发布信息，并运营LinkedIn、Facebook、微博、校友平台等平台与校友保持联系。

## 知名校友
- 钱正昊

## 活动

### 初中

#### 新年音乐会
新年音乐会是每一届刚刚入学的六年级新生在跨年之际的活动，通常包含各班级的大合唱与部分师生的歌唱、舞蹈或乐器表演。有时与「班班有歌声」活动合办。

#### 世外达人秀
世外达人秀是每一届七年级学生在春季的大型才艺展示晚会，第一届达人秀于2011年举行，2009级学生参与。多年来的达人秀中既包含歌唱、舞蹈、戏剧、戏曲、曲艺、乐器演奏等节目，也有像武术、摄影、杂技、手工、演讲、绘画、智力游戏之类少见且独特的表演。达人秀会邀请一些名人作为评委对各节目加以点评以及打分，其中包括SMG与央视主持人曹可凡、王冠、程雷、袁鸣、林海、小荷姐姐、陈蕾、骆新、刘晔、上海滑稽戏表演艺术家王汝刚等。

#### 十四岁生日
十四岁生日是每一届八年级学生的春季大型户外集体活动，为期两天。2014年及以前，活动地点在东方绿舟，2015年及以后，活动地点多在江秋教育活动基地。十四岁生日通常包括队史教育、道德教育、户外越野与联欢晚会，晚会上通常包含学生们表演的歌舞、戏剧等节目。
1. ↑  2020年，由于2019冠状病毒病疫情，活动的时长和内容都有调整，改为在世外中学校园内举行[70]。

### 高中

#### 大别山支教
自2009年起，每一届Pre-DP10年级学生会在五月前往安徽大别山进行为期一周的小学支教活动。活动内容包括课堂教学、运动会、联欢会、与当地小学生共读一本书、家访与捐赠文具等。课堂教学由世外中学的学生自主备课，包括音乐课、体育课、美术课等。

#### Charity慈善晚会
自2010年起，每一届世外中学学生会都会在圣诞之际，联合上海其他高中，举办一场慈善晚会，为山区儿童筹集善款。2010年首届Charity以音乐会的形式打破传统募捐方式，邀请上海高中摇滚音乐联盟与十余所上海高中600余人，于上海青少年活动中心成功举办。2011年的Dancing Charity邀请了上海各高中舞蹈社成员表演；2012年的末日狂欢Charity以玛雅预言「末日狂欢」为主题，首次尝试将戏剧与演出结合；2013年的Mute Charity将话剧，音乐与视频等元素结合。经过了十年的打磨，Charity已经成为了融合歌唱、舞蹈、乐器演奏、戏剧、电影与演讲的大型综合性晚会。
Charity的筹备工作均由世外中学学生会完成，包括赞助、宣传、编剧、导演等工作。为Charity宣传过的名人包括彭于晏、井柏然、小S、蔡康永、李宁、AOA、SF9、黄海冰、徐彬、冯伟衷、Pianoboy等。
2010年首届Rocking Charity门票收入15165元，现场筹得善款2178.9元；2012年末日狂欢Charity收到赞助82463.25元，收到募捐38546.9元；2013年Mute Charity门票收入57699元；2015年Echo Charity筹得门票及赞助款109162.80元；2018年Dear Charity筹得善款62181.20元；2020年U Charity筹得善款20605.10元。所有善款均与大别山支教活动结合，用于捐助山区儿童。

#### 成人礼
十八岁成人礼是世外中学每一届DP11年级会在五月一同参与的为期一周的集体活动，自2014年起在内蒙古呼伦贝尔举行。活动内容包括植树、品尝奶茶与烤全羊等当地美食、搭建蒙古包、体验当地学校、参观当地博物馆、阅读家长信件等。
1. ↑  2012年在内蒙古多伦举行[91]，2013年在上海南汇举行[92]。2020年，由于2019冠状病毒病疫情，活动的时长和内容都有调整，改为在上海当地举行[93]。